# Tarnow (Mecklenburg)
Tarnow ist eine Gemeinde im Westen des Landkreises Rostock in Mecklenburg-Vorpommern (Deutschland). Sie wird vom Amt Bützow-Land mit Sitz in der Stadt Bützow verwaltet.

## Geografie
Das Gemeindegebiet von Tarnow südlich der Stadt Bützow erstreckt sich vom Warnowtal in einem Bogen über ein waldreiches Grundmoränengebiet bis zur Nebelniederung. Der Lurrbarg ist mit 67 m ü. NN die höchste Erhebung im Bereich um Tarnow. Zwischen Tarnow und dem Ortsteil Zernin liegt die Gemeinde Dreetz.
Umgeben wird Tarnow von der Stadt Bützow und der Nachbargemeinde Dreetz im Norden, Gülzow-Prüzen im Osten, Witzin im Süden sowie Warnow im Nordwesten.

### Gemeindegliederung
Ortsteile:
- Boitin – 1233 erstmals genanntes, als Rundling angelegtes Dorf, eingemeindet am 13. Juni 1999[2]
- Grünenhagen – Quellen vor der Mitte des 16. Jahrhunderts zum Ort existieren nicht
- Zernin – Ersterwähnung 1248, eingemeindet am 1. Januar 2000[3]

## Geschichte
Bereits 1223 taucht der Ortsname, der aus dem slawischen Wort für Dorn kommt, in einer Urkunde auf. Im 14. Jahrhundert wurde die Kirche in Tarnow errichtet, eine der wenigen zweischiffigen in Mecklenburg. Tarnow war bis zur Auflösung am 31. Dezember 2004 Verwaltungssitz des Amtes Steintanz-Warnowtal. Die Freiwillige Feuerwehr in Tarnow ist als Stützpunktfeuerwehr auch für Aufgaben außerhalb des Gemeindegebietes zuständig. In der Gemeinde gibt es eine Kindertagesstätte, einen Schützenverein und einen Karnevalsverein.

## Politik

### Gemeindevertretung und Bürgermeister
Der Gemeinderat besteht (inkl. Bürgermeister) aus 11 Mitgliedern. Die Wahl zum Gemeinderat am 26. Mai 2019 hatte folgende Ergebnisse:
| Partei/Bewerber         | Prozent | Sitze |
| ----------------------- | ------- | ----- |
| Wählergruppe FFw Tarnow | 36,35   | 4     |
| WG HEJ                  | 28,65   | 3     |
| WG De Boitiner Dörplüüd | 16,11   | 2     |
| CDU                     | 14,49   | 1     |

Bürgermeister der Gemeinde ist Ingo Sander, er wurde mit 57,09 % der Stimmen gewählt.

## Sehenswürdigkeiten
→ Siehe auch Liste der Baudenkmale in Tarnow (Mecklenburg)
- Gotische, zweischiffige, vierjochige Dorfkirche Tarnow aus dem 14. Jahrhundert.
- Eine touristische Besonderheit ist das Großsteingrab im Tarnower Forst und die 3000 Jahre alte prähistorische Kult- und Begräbnisstätte nahe dem Ortsteil Boitin – der Boitiner Steintanz. Dort ist ebenfalls die Dorfkirche Boitin aus der ersten Hälfte des 14. Jahrhunderts zu sehen.
- Gedenkstein für Ernst Thälmann und Rudolf Breitscheid, die beide 1944 im KZ Buchenwald ermordet wurden, in der Dorfmitte.

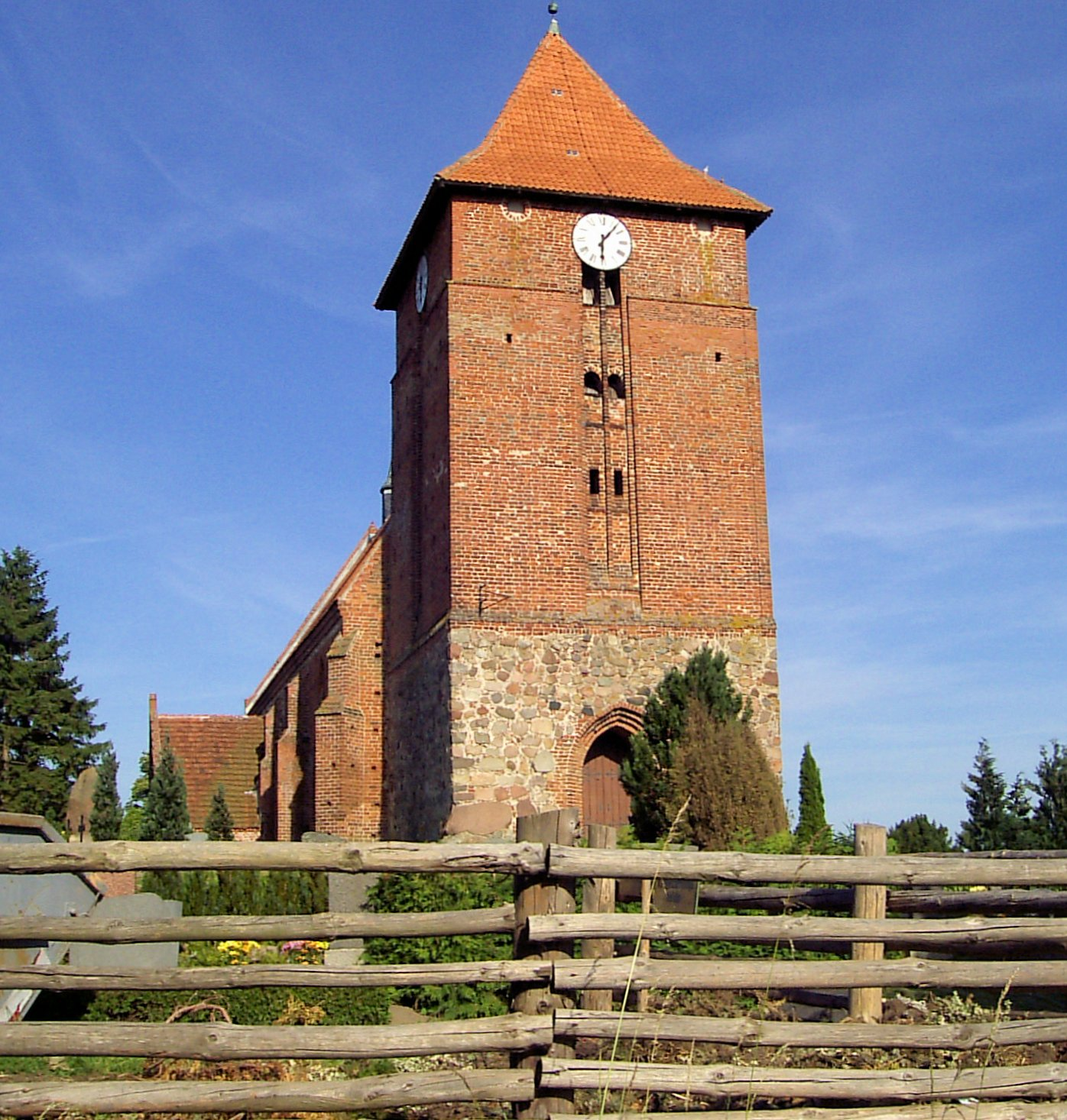
Zweischiffige Kirche in Tarnow
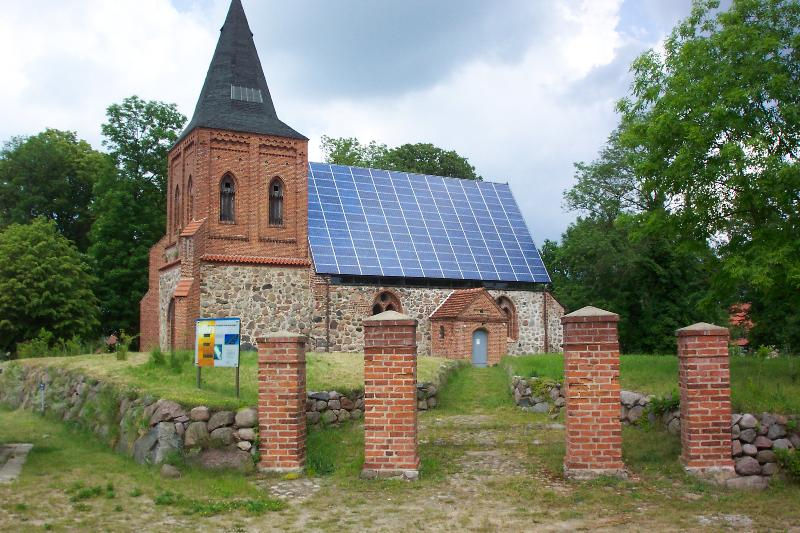
Kirche in Zernin
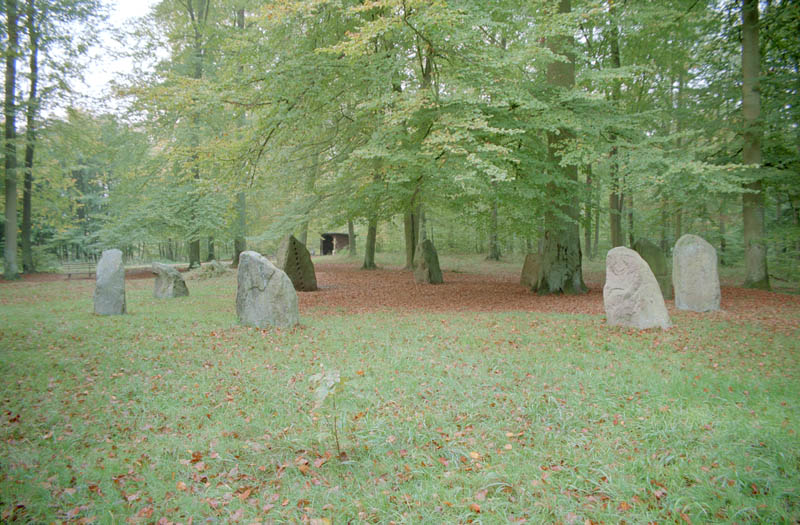
Boitiner Steintanz – großer Kreis

## Verkehrsanbindung
Die Gemeinde liegt an der Verbindungsstraße von Bützow nach Goldberg. Durch das drei Kilometer entfernte Prüzen führt die Bundesstraße 104 (Güstrow – Schwerin). Der nächste Bahnhof befindet sich in der nahen Stadt Bützow.

## Persönlichkeiten

### Aus Boitin
- Arnold Fratzscher (1904–1987), Politiker (CDU)

### Aus Tarnow
- Paul Vorbeck (1899–1946), Politiker (NSDAP)

### Aus Zernin
- Alfred Toppe (1904–1971), Generalmajor